# Yu Yonehara
Yu Yonehara (米原 祐 Yonehara Yu?), född 18 augusti 1994 i Hyōgo prefektur, är en japansk fotbollsspelare.
Yonehara började sin karriär 2017 i SC Sagamihara. Han spelade 36 ligamatcher för klubben. 2019 flyttade han till Iwate Grulla Morioka.